# Лопес-Сил, Ольга
Ольга Лопес-Сил (англ. Olga Lopes-Seale, 26 декабря 1918, Британская Гвиана — 4 февраля 2011) — барбадосская общественная деятельница, радиоведущая и певица гайанского происхождения.

## Биография
Ольга Лопес родилась в Гайане в семье наёмных рабочих португальского происхождения. Она пела и играла на мандолине, выступала в Гайане и Барбадосе, прежде чем стать ведущей на Radio Demerara (где она получила прозвище "Auntie Olga" — «Тётя Ольга»). В 1960 году она основала Детский радиофонд для нуждающихся (англ. Radio Needy Children's Fund). Она вышла замуж за барбадосца Дика Сила и переехала на Барбадос в 1963 году, где продолжила свою работу на радио и благотворительную деятельность.
На Барбадосе она работала в компании Barbados Rediffusion Services Limited (ныне Starcom Network) и принимала активное участие в общественной работе. В 1940-х и 1950-х годах она была известна как «Карибская Вера Линн». Она также участвовала в создании государственного гимна Барбадоса.

### Смерть
9 декабря 2010 года Лопес-Сил упала у себя дома и сломала бедро, получив множественные переломы, в результате чего она не смогла продолжать благотворительную деятельность в Needy Children’s Fund.
Она умерла 4 февраля 2011 года в возрасте 92 лет в больнице Королевы Елизаветы в Бриджтауне, Барбадос.

## Награды и почести
Ольга Лопес-Сил была удостоена наград за свою работу по всему Карибскому региону:
- 1961 Орден Британской империи[2]
- 1997 Введена в Зал славы карибского радиовещания (в Суринаме)[2]
- 2002 Отмечена правительством Гайаны как один из 11 гайанских барбадосцев за выдающийся вклад[2]
- 2005 Дама Ордена Барбадоса[10]
- 2010 Введена в Зал славы Ассоциации журналистов Барбадоса[2]
- 2010 Театральная гильдия Гайаны представила «О» для Ольги в честь первой женщины-радиоведущей в Гайане и на Карибах[2]